# Emil Baehrens
Pour les articles homonymes, voir Baehrens.
Paul Heinrich Emil Baehrens (né le 24 septembre 1848 à Bayenthal, à l'époque un faubourg de Cologne ; mort le 26 septembre 1888 à Groningue, Pays-Bas) est un philologue et latiniste allemand.

## Biographie
Emil Baehrens était le fils de Paul Baehrens, commerçant de Cologne en province de Rhénanie, destiné à succéder à son père dans les affaires. Toutefois ses goûts personnels l'orientèrent dès son Abitur (1867) vers les études philologiques. À l'Université de Cologne, il eut pour maîtres Jacob Bernays, Franz Bücheler, Friedrich Heimsoeth (de), August Reifferscheid, Franz Ritter (de) et Anton Springer. Il fut surtout influencé par Lucian Müller (de) avec lequel il aborda la métrique et la paléographie. Il fut reçu en 1868 au séminaire de philologie d'Otto Jahn et Hermann Usener. Il obtint son doctorat de Philologie en 1870. De 1872 à 1877, il entreprit plusieurs voyages en Europe, au cours desquels il put étudier de nombreux manuscrits anciens.
En 1877, il obtint un poste de professeur titulaire à l'Université de Groningue, aux Pays-Bas, où il enseigna onze ans. Il y épousa la fille d'un de ses collègues, Willem Hecker, professeur d'histoire ; l'un de ses trois enfants fut le philologue Wilhelm Baehrens.

## Œuvre philologique
Emil Baehrens a édité plusieurs auteurs latins importants : 
- Catulle (Analecta Catulliana avec un Corollarium, Iéna, 1874. Édition par Teubner, Leipzig 1876. Commentaire édité par Teubner, 1885) ;
- Panégyriques latins (Teubner, Leipzig, 1874) ; (Les Belles lettres, Paris ; bilingue latin-français, trois tomes, 1949-1956) ;
- Valerius Flaccus (C. Valeri Flacci Setini Balbi Argonauticon libri octo ; Teubner, Leipzig, 1875) ;
- Publius Papinius Statius (Silvae ; Teubner, Leipzig, 1876) ;
- Tibulle (Tibullische Blätter, Iéna 1876. Édition par Teubner, Leipzig, 1878) ;
- Properce (Édition par Teubner, Leipzig, 1880) ;
- Horace (Lectiones Horatianae, Groningue, 1880) ;
- Tacite (Dialogus de oratoribus ;  Teubner, Leipzig, 1881) ;
- Minucius Felix (Octavius ; Édition par Teubner, Leipzig, 1886).

La grande œuvre d'Emil Baehrens fut l'édition des Poetae latini minores « Poètes latins mineurs », en cinq volumes, publiés de 1879 à 1883 par Teubner Verlag à Leipzig.